# CD-i
CD-i o Compact Disc Interactive es el nombre del reproductor multimedia interactivo desarrollado y comercializado por Royal Philips Electronics N.V.. También, CD-i se refiere al estándar del CD multimedia utilizado por la consola, también conocido como Green Book, el cual fue codesarrollado por Philips y Sony en 1986. El primer reproductor Philips de CD-i, lanzado en 1991, rondaba el precio de $400 y era capaz de utilizar discos CD-i, Photo CD, Audio CD, CD+G (CD+Graphics), Karaoke CD, y Video CDs (VCD), aunque esta última característica necesitaba de un cartucho (opcional según el modelo) para decodificar MPEG-1.

## Aplicaciones
Los primeros programas realizados para el formato CD-i se enfocaban al ámbito educacional y el de la música. Muy pocos videojuegos salieron con CD-i, siendo la mayoría adaptaciones de juegos de tablero. Para cuando se quería lanzar juegos más equilibrados, ya era demasiado tarde, ya que el mercado contaba con varias consolas más baratas y más potentes, como la PlayStation. CD-i cuenta en su catálogo con spinoffs de algunos personajes de la compañía de Nintendo, aunque ninguno de ellos fue desarrollado por Nintendo sino por una filial de la compañía Philips. Hotel Mario era un juego de puzles desarrollado por personajes de Super Mario Bros.. También hubo tres juegos basados en la franquicia de Zelda: Link: The Faces of Evil, Zelda: The Wand of Gamelon y Zelda's Adventure (dos de ellos protagonizados por la princesa Zelda). La causa de que aparecieran estos juegos para la consola se debe al acuerdo preestablecido entre Nintendo y Philips por el cual Philips podría utilizar estas dos franquicias a cambio de la ayuda en el codesarrollo del CD para la Super Nintendo.
Según Philips, en octubre de 1994, afirmó que el CD-i tenía una base instalada de un millón de unidades en todo el mundo.
Aunque tuvo una cara campaña de marketing por parte de Philips, la mayoría enfocada a la vía informativa hacia los comerciales, los consumidores apenas se interesaron por los títulos CD-i. En 1994, las ventas de las consolas CD-i empezaban muy lentamente y, en 1998, el producto fue abandonado. Con el fracaso en el ámbito del consumidor, Philips intentó, con poco éxito, posicionar la tecnología en el ámbito de las aplicaciones de kiosco y en las aplicaciones multimedia industriales.

## Juegos regionales exclusivos

### Francia
- Big Bang Show
- L'Ange et le Demon
- Les Guignols de L'Info
- Les Shtroumpfs: Le Teleportaschtroumpf
- Strip Poker Pro
- Un Indien Dans La Ville
- Dictionnaire Hachette Multimédia
- Le Journal Interactif 1994
- Le Journal Interactif 1995
- A Night in Nylon City

### Alemania
- CD-i mit der Maus
- BMP Puzzle
- Hieroglyph
- Magic Eraser
- Bertelsmann Universal Lexikon
- Kursbuch Gesundheit

### Italia
- Super Test
- Go
- Strip Poker Live
- Dizionario Universale Multimediale Groiler Hachette

### Países Bajos
- De Nationale Spellingwedstrijd
- De Zaak van Sam
- Domino
- Lettergreep
- Lingo
- Sports Freaks
- Voetbal
- 1994: Dit was het Nieuws
- 1995: Dit was het Nieuws
- Philips Media Interactieve Encyclopedie
- Philips Media Medische Encyclopedie

### Suecia
- Alfapet
- Foqus

### Estados Unidos
- Pyramid Adventures
- 3rd Degree
- Jeopardy
- Name that Tune
- The Joker's Wild!
- The Joker's Wild Jr.
- 1995: All the News and Views

### Japón
- Golgo 13

## Reproductores de CD-i

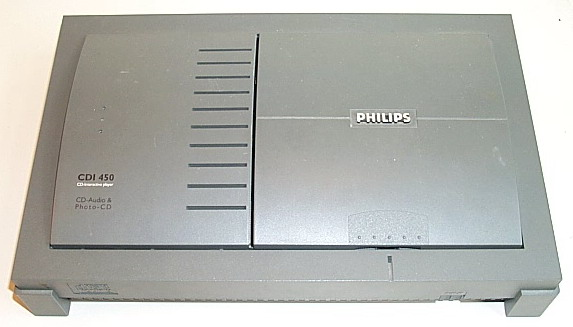
Philips CD-i 450.

### Philips
Philips lanzó al mercado varios modelos en distintos ámbitos (para el consumidor, el profesional y los desarrolladores noveles):
- La serie 200, la cual incluye a los modelos 205, 210 y 220. Los modelos de las serie 200 fueron diseñados para el ámbito de los consumidores, y estuvo disponible en la mayoría de las tiendas de electrónica. El Philips CD-i 910 fue la versión americana del modelo 205, el cual era el modelo más básico de esta serie.

- La serie 300, la cual incluye los modelos 310, 350, 360 y 370. La serie 300 consiste en reproductores portátiles diseñados para el mercado profesional, y no disponible para el consumo familiar. Uno de sus usos cotidianos era usarlo para las presentaciones de ventas que solían utilizar las compañías farmacéuticas para dar información sobre los productos a otros farmacéuticos, debido a que el dispositivo se podía transportar fácilmente por los comerciales.

- La serie 400, la cual incluye los modelos 450, 470 y 490. Estos modelos estaban dirigidas al ámbito de las consolas y el mercado educacional. El reproductor CD-i 450, por ejemplo, era un modelo diseñado para competir con las videoconsolas. Esta versión poseía, opcionalmente, un mando de control por infrarrojos.

- La serie 600, la cual incluye a los modelos 601, 602, 604, 605, 615, 660 y 670. La serie 600 fue diseñado para las aplicaciones profesionales y el desarrollo de software. Los unidades de esta línea generalmente incluían soporte para disqueteras y teclados de pcs además de otros periféricos. Algunos modelos podían ser conectados mediante un emulador y tenía software de testeo y aplicaciones de debugging.

También existe una cantidad de modelos fuera de las anteriores series pero de precios elevados, como el FW380i, que integraba un mini-stereo y un reproductor CD-i; el 21TCDi30, era una televisión con un reproductor de CD-i incrustado.

### Otros Fabricantes
Además de Philips, muchos otros fabricantes produjeron reproductores de CD-i, incluidos Magnavox, Goldstar / LG Electronics, Digital Video Systems, Memorex, Grundig, Kyocera, NBS, Highscreen, y Bang & Olufsen, este último produjo una televisión integrada con un dispositivo CD-i.

## TeleCD-i & CD-MATICS
Observando el aumento de la necesidad de los comerciales por las aplicaciones multimedia con opciones de red, Philips desarrolla TeleCD-i ( también llamado TeleCD ) con la ayuda en 1992 de CDMATICS. El reproductor CD-i se conectaba a la red (PSTN, Internet u otros) permitiendo las comunicaciones con datos y presentaciones multimedias. La cadena neerlandesa de comestibles Albert Heijn y el gigante de comprar por correo Neckermann Shopping, fueron los primeros en adoptar e introducir los TeleCD-i para sus servicios de compras desde el hogar y servicios de atención. CDMATICS también desarrolló el asistente especial Philips TeleCD-i y un conjunto de herramientas de software de ayuda para el desarrollo e implementación del TeleCD-i para la industria. TeleCD-i fue la primera aplicación multimedia del mundo conectada a internet desde su introducción. En 1996, Philips adquiere el código y los derechos de CDMATICS.

## Especificaciones Técnicas
CPU
- 16-bit 68070 CISC Chip (Procesador 68000).
- Velocidad de Reloj de 2.1 MHz.

Imagen
- Resolución: de 256x224 a 512x480
- Colores: 16.7 millones / 32,768 en pantalla.
- MPEG 1 Cartridge Plug-In for VideoCD and Digital Video.

Sistema Operativo
- CD-RTOS (basado en Microware de OS-9)

Otros
- 32 KB de memoria RAM principal (ampliable 128 KB con un Cartucho DV).
- Lector de CD a 1X.
- Peso con Cartucho DV 1,460 kg, sin Cartucho DV 1,210 kg.
- ADCPM de Dos canales de audio.

Accessorios para CD-i
- CD-i Mouse
- Roller Controller
- CD-i Trackball
- I/O Port Splitter
- Touchpad Controller
- Mando de control
- Mando de control Wireless por Infrarrojos.